# La Belle France
La Belle France est un pamphlet de l'écrivain français Georges Darien, écrit en 1898 et publié en 1901.

## Présentation et contexte
Refusé par la plupart des éditeurs, La Belle France parait finalement chez Stock en 1901. Le livre ne rencontre alors aucun succès commercial. Et pour cause, lorsque l'éditeur prit connaissance du manuscrit de l'auteur, sa réaction fut désemparée :

« J’ai lu votre manuscrit. Je suis désenchanté : je m’attendais à tout autre sujet. C’est un livre curieux, plein de talent, mais d’une aridité terrible, d’une lecture fatigante à l’excès. Jamais un pareil livre ne se vendra… Ni les Nationalistes, ni les Socialistes, n’ont intérêt à parler de votre volume, dans lequel ils sont malmenés. Que restera-t-il ? Les Gouvernementaux ? Mais ceux-là ont encore plus d’intérêt à faire le silence ; alors ?... »

Ce à quoi l'auteur répond immédiatement :

« L’éditeur, que je remercie d’avoir publié un volume dans le succès duquel il ne saurait croire, avait complètement raison. Un pareil livre ne peut pas être vendu, ne peut pas être lu en France. Ce qui l’attend, c’est le silence : c’est le mutisme de la sottise et de la lâcheté ; c’est un enterrement, religieux et civil, de première classe. »

La vie de Georges Darien est bouleversée lorsqu'en 1893-1894 paraissent les lois scélérates. Rejeté par le gouvernement de son propre pays, comme beaucoup de communistes, de socialistes et d'anarchistes de l'époque, Darien est contraint de s'exiler en Angleterre, le temps que ces lois soient supprimées. Polyglotte et anglophone, c'est donc depuis Londres qu'il écrit La Belle France, pamphlet contre l'ensemble de cette société qui l'a rejeté, mais aussi aspiration à une société française plus inclusive et plus juste.

## Résumé
« Que l'imbécillité des Riches, qui digère, et l'imbécillité des Pauvres, qui bâille, cessent d'exister. Quant aux saltimbanques du patriotisme, de la fraude, de l'ignorance galeuse et de la trahison, quant aux cabotins du libéralisme à menottes et aux figurants de l'honnêteté à doigts crochus, quant à toutes les fripouilles qui chantent l'honneur, la vertu, les grands sentiments et les grands principes, il est simplement monstrueux qu'ils aient l'audace d'élever la voix. Il faut qu'ils soient bien convaincus, vraiment, que l'échine des Français est faite spécialement pour leurs goupillons, religieux ou laïques, toujours emmanchés d'une trique ; il faut qu'ils soient bien persuadés qu'on ne rendra jamais son véritable caractère à la frauduleuse légende révolutionnaire derrière laquelle ils s'embusquent : il faut qu'ils aient une foi profonde dans l'éternel aveuglement du peuple pour venir, après tous les désastres qu'ils ont essuyés, agiter leur drapeau de vaincus et se poser en sauveurs ; pour oser parler à la France de son avenir et de sa mission. »

## Analyse
Bien qu'écrit et publié depuis l'étranger, Darien pose un œil critique et parfois visionnaire sur la société française. Il ne se contente d’ailleurs pas de dénoncer, il propose, expose les réformes qui doivent venir et qui, de fait, viendront pour certaines en France : séparation de l'Église et de l'État (1871, 1905), émancipation progressive des femmes (droit de vote en 1944), fin des colonies (1947-1960) etc.

### Dénonciations
La bourgeoisie française est définie dans son livre comme la classe sociale faisant le plus profit de la finance spéculative. Il critique cette logique « financiariste » et tente ainsi une comparaison des bourgeoisies de différents pays européens :

« On découvre aisément dans la bourgeoisie allemande ou anglaise, par exemple, beaucoup des traits distinctifs du génie allemand ou anglais ; il est impossible de retrouver dans la bourgeoisie française aucune des caractéristiques du tempérament français. On ne peut guère dire exactement ce que c’est qu’un bourgeois français ; c’est un être misérable, lâche, ignorant et cruel, une sorte de composé de toutes les infamies qui marquent le bourgeois de tous les autres pays, mais qui se retrouvent en lui à l’exclusion de toute autre chose ; fait qui pourrait s’expliquer par l’immense déviation qu’a subie, depuis cent ans, la marche historique de l’esprit français. Un bourgeois français ne présente, ni dans sa façon de penser, ni dans sa façon d’agir, aucun des signes distinctifs du tempérament français ; tempérament qui s’esquissait si fortement avant la Révolution, et qui fut bien près de créer une race française : tempérament qui n’est pas tout à fait mort, qui renaîtra sans doute, mais dont les classes dirigeantes, qui basent leur pouvoir sur l’argent, ont horreur et qu’elles ont tout fait pour écraser. Un bourgeois français est tout ce qu’on veut, excepté un Français. Voici, je crois, la meilleure définition qu’on en puisse donner : c’est une sale bête. Dans mon opinion, crier : Mort aux bourgeois ! c’est crier : Vive la France ! »

Le socialisme scientifique et le marxisme y sont également critiqués, en ce qu'ils ne semblent pas, pour Darien, adaptés au contexte français :

« Le Socialisme scientifique, Marxisme, etc., etc., est profondément anti-français. Il est extraordinaire qu’il ait pu s’implanter en France et s’y développer. Le fait qu’il a réussi à y prendre racine et à y vivre, constitue une preuve, la meilleure peut-être, de la décomposition morale de la France, de son impuissance à faire jaillir d’elle-même l’énergie qui doit la sauver. »

Darien semble aussi anticiper les débats politiques du XXe et du XXIe siècle entourant l'impôt sur le revenu, impôt qui, lorsqu'il écrit ces lignes, n'existe pas encore :

« L’impôt sur le revenu, dont on parle tant, et qui viendra bien un jour ou l’autre, sera aussi une réforme ; les malheureux verront ce qu’elle leur coûtera. Ils se rendront compte, avec un étonnement peut-être mélangé d’amertume, que l’impôt sur le revenu pèse exclusivement sur tous ceux qui n’ont pas de revenus. »

L'auteur prévoit même une crise de la représentativité des partis politiques et des syndicats dans certains pays, et en particulier en France :

« Il est certain que, parmi les adhérents du parti socialiste, il y a des milliers d’hommes de cœur qui rejetteraient avec indignation l’idée d’une révolution qui ne serait pas accomplie au profit de tous les malheureux (...). Ceux-là comprennent, ou au moins comprendront, lorsque le moment viendra, que ce n’est pas en haut, chez les figurants du Libéralisme, que le Socialisme doit chercher ses alliés ; mais que c’est en bas, dans les couches profondes du peuple, qu’il doit les trouver. Ils comprendront que tous les groupements, comités et syndicats ne sont que des entreprises de duperie et de captation ; que tous les hommes sont solidaires ; que tous les partis ne peuvent mener qu’à la tyrannie du sabre à travers la tyrannie du larynx ; que toutes les estampilles sont honteuses et néfastes ; et que la révolution, sous peine d’échouer misérablement comme ses devancières, ne peut être exclusive, ne peut rejeter personne. »

Le nationalisme français, tel qu'on l'expérimente par exemple quarante ans plus tard sous le pétainisme, y est dénoncé avec ferveur:

« Les chefs du Nationalisme, les gens qui dirigent tant bien que mal le mouvement, cherchent à orienter la France vers le passé, en désespoir de cause et sans trop savoir comment s’y prendre. Les efforts de ces coquins, incapables de former le moindre projet, sont absolument piteux ; ils sont caractérisés par cette sournoiserie asthmatique qui est la marque des vaincus ; ils tendent surtout à empêcher l’idée nationaliste de se dégager de la défroque chauvine et anti-parlementaire dans laquelle on l’a emmaillotée, et dans laquelle elle se débat en braillant ; leur unique résultat est de pousser, plus ou moins consciemment, le parti nationaliste dans la direction du cléricalisme et de l’établir, de guingois ou les pattes en l’air, sur le fumier de la légende latine, sur la pourriture romaine. Ces efforts dénotent l’impuissance la plus complète. »

### Propositions
Sur différents plans, Darien fait des propositions qui dépassent largement les cadres politique et économique de son temps et qui anticipent parfois de plusieurs dizaines d'années certains débats ou enjeux nationaux et européens.
Au niveau national, il suggère par exemple la suppression de la plupart des taxes, pour les transformer en un impôt foncier, et s'en explique :

« Les impôts sont, ou directs, ou indirects. S’ils sont indirects, c’est le dernier qui paye, c’est-à-dire le plus pauvre, qui paye tout. S’ils sont directs, s’il y en a plusieurs (et même s’il y a seulement deux impôts directs) ils deviennent immédiatement, dans l’application, indirects ; ils pèsent encore, par conséquent, sur les pauvres. Il faut donc, afin que la taxation trouve une base raisonnable, qu’il y ait un impôt direct, et qu’il n’y en ait qu’un seul ; et il est impossible que cet impôt soit établi sur autre chose que sur la valeur de la terre. »

Cette proposition est à remettre dans le contexte fiscal français du tournant du XXe siècle et à rapprocher du georgisme dont l'auteur s'inspire.
Il va plus loin dans cette explication :

« L’impôt unique sur la terre mettrait fin à tous les mensonges, à tout l’artificiel de la vie politique présente. Cet impôt, qui frapperait uniquement le sol, fournit le seul moyen de rendre à la terre la liberté qu’elle redonnera a l’homme. La terre donne la vie, qui est la source de toutes les richesses, qui est la seule richesse ; elle s’oppose à ce qu’on gaspille cette richesse, à ce qu’on la déforme, à ce qu’on l’empêche de naître. Quand la terre aura à supporter, sans exceptions, toutes les charges de la nation, la richesse de cette nation, c’est-à-dire la vie même des citoyens, se développera librement et continuellement, sans entraves et sans danger. Or, diminuer les risques de la créature humaine, c’est augmenter les risques de la propriété. L’impôt unique sur la terre conduit immédiatement à la suppression de la propriété individuelle du sol ; si les peuples ont un grain de bon sens, à son remplacement par la propriété communale du sol. »

L'établissement d'un enseignement supérieur gratuit et la suppression des « écoles spéciales » est proposé. La gratuité de l'enseignement supérieur sera mise en place par le gouvernement provisoire inspiré du Conseil national de la résistance, plus de 45 ans après l'écriture de ces lignes :

« L’enseignement supérieur est réservé à la bourgeoisie ; c’est un des instruments qui lui servent à maintenir sa suprématie. Les écoles spéciales, aujourd’hui que chacun peut s’instruire librement soi-même et suivant ses propres aptitudes, devraient être supprimées. Elles ne servent qu’à entretenir l’inégalité, à perpétuer la vaniteuse prépondérance de l’argent. »

## Rééditions
La Belle France a connu plusieurs rééditions françaises depuis 1901 :
- Éditions Pauvert, "Libertés", 1965, 300 pages (version abrégée)
- Éditions Complexe, janvier 1999, 256 pages (version abrégée)[4]
- Éditions Prairial, juin 2014, 11,5 x 18,5 cm, 384 pages (version intégrale)[5]
- Éditions Omnibus, août 2005, 209 pages (version intégrale)